# カルロヴィ・ヴァリ州

カルロヴィ・ヴァリ州の位置（青色部分）

カルロヴィ・ヴァリ州の紋章

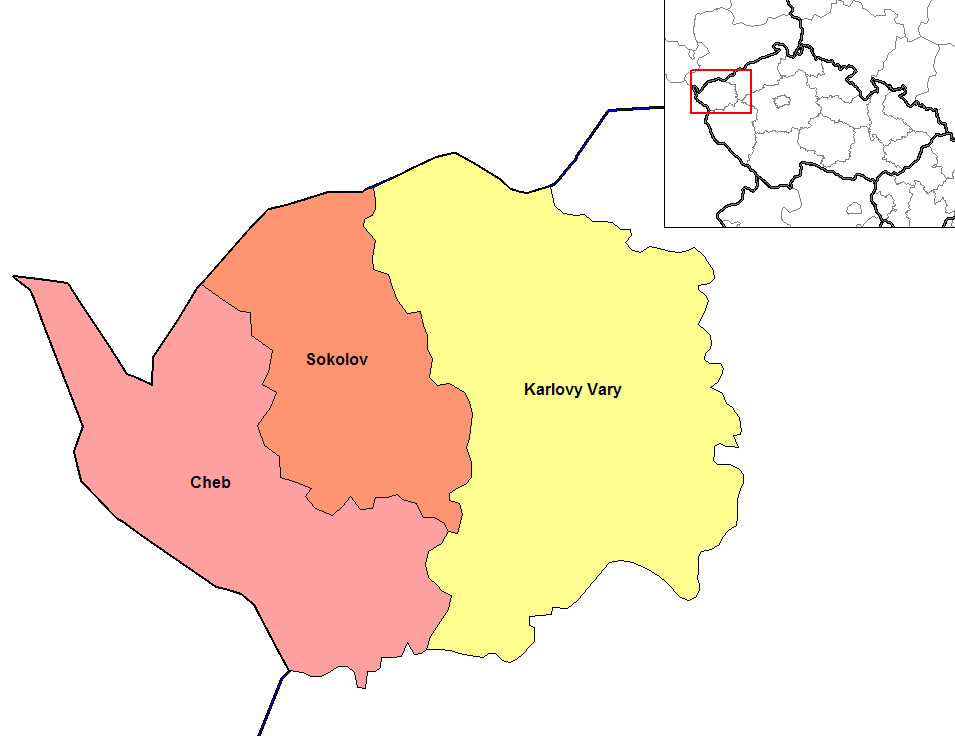
カルロヴィ・ヴァリ州（詳細）

カルロヴィ・ヴァリ州（カルロヴィ・ヴァリしゅう、チェコ語：Karlovarský kraj）は、チェコのボヘミア地方西部に位置する州。州都はカルロヴィ・ヴァリ。

## 地理
カルロヴィ・ヴァリ州は面積3314 km2、チェコ国内で3番目に小さく、2024年1月1日現在で295,077人と人口が最も少ない州である。ドイツと国境を接しており、ザクセン州やバイエルン州との地域協力も行なわれている。
州面積の43.1％は森林で覆われており、特にスラフコフの森は自然保護区に指定されている。主な産業は建設、エネルギー、鉱業、林業である。16世紀にはヤーヒモフで銀山が発見され、ターラーの名で知られる銀貨の鋳造も行なわれた。世界初のラジウム温泉がキュリー夫妻によって作られたのもカルロヴィ・ヴァリ州で、カルロヴィ・ヴァリやマリアーンスケー・ラーズニェ、フランチシュコヴィ・ラーズニェなど、一帯に多くの温泉地があるため、関連企業に就く者も多い。また、陶器やガラス器、楽器の生産なども行なわれている。

### 地域区分
カルロヴィ・ヴァリ州には3つの郡に132の市町村がある。
- ヘプ郡
- カルロヴィ・ヴァリ郡
- ソコロフ郡